# Championnat de Russie de football 2003
Navigation
Saison précédente Saison suivante
La saison 2003 de Premier-Liga est la douzième édition de la première division russe.
Lors de cette saison, le Lokomotiv Moscou a tenté de conserver son titre de champion de Russie face aux quinze meilleurs clubs russes lors d'une série de matchs se déroulant sur toute l'année.
Chacun des seize clubs participant au championnat a été confronté à deux reprises aux quinze autres.
Cinq places étaient qualificatives pour les compétitions européennes, la sixième place étant celles du vainqueur de la Coupe de Russie 2003-2004.
C'est le CSKA Moscou qui a été sacré champion de Russie pour la première fois de son histoire.

## Clubs participants
CSKA Moscou
Dynamo Moscou
Lokomotiv Moscou
Spartak Moscou
Torpedo Moscou
Torpedo-Metallourg Moscou
Légende des couleurs
- Troisième tour de qualification de la Ligue des champions 2003-2004
- Deuxième tour de qualification de la Ligue des champions 2003-2004
- Premier tour de la Coupe UEFA 2003-2004
- Tour préliminaire de la Coupe UEFA 2003-2004
- Promu de deuxième division

| Club                       | Présent depuis | Classement 2002 | Entraîneur                         | Stade                  | Capacité théorique |
| -------------------------- | -------------- | --------------- | ---------------------------------- | ---------------------- | ------------------ |
| Lokomotiv Moscou           | 1992           | 1               | Iouri Siomine                      | Stade Lokomotiv        | 28 800             |
| CSKA Moscou                | 1992           | 2               | Valeri Gazzaev                     | Stade Loujniki         | 84 745             |
| Spartak Moscou             | 1992           | 3               | Vladimir Fedotov (intérim)         | Stade Loujniki         | 84 745             |
| Torpedo Moscou             | 1992           | 4               | Sergueï Petrenko                   | Stade Eduard Streltsov | 13 200             |
| Krylia Sovetov Samara      | 1992           | 5               | Aleksandr Tarkhanov                | Stade Metallourg       | 33 220             |
| Saturn Ramenskoïe          | 1999           | 6               | Oleg Romantsev                     | Stade Saturn           | 14 685             |
| Chinnik Iaroslavl          | 2002           | 7               | Aleksandr Pobegalov (en)           | Stade Chinnik          | 22 990             |
| Dynamo Moscou              | 1992           | 8               | Viktor Prokopenko                  | Stade Dynamo           | 36 540             |
| Rotor Volgograd            | 1992           | 9               | Vladimir Faïzouline (en)           | Stade central          | 32 120             |
| Zénith Saint-Pétersbourg   | 1996           | 10              | Vlastimil Petržela                 | Stade Petrovski        | 22 000             |
| Rostselmach Rostov         | 1995           | 11              | Sergueï Balakhnine (en)            | Olimp-21 vek           | 15 840             |
| Spartak-Alania Vladikavkaz | 1992           | 12              | Bakhva Tedeïev (en)                | Stade Spartak          | 32 600             |
| Ouralan Elista             | 2002           | 13              | Igor Chalimov                      | Stade Ouralan          | 15 200             |
| Torpedo-Metallourg Moscou  | 2001           | 14              | Aleksandr Ignatenko (en) (intérim) | Stade Eduard Streltsov | 13 200             |
| Rubin Kazan                | 2003           | 1 (D2)          | Kurban Berdyev                     | Stade central          | 10 000             |
| Tchernomorets Novorossiisk | 2003           | 2 (D2)          | Igor Gamula (en) (intérim)         | Stade Troud            | 15 200             |

### Changements d'entraîneur
| Club                       | Entraîneur partant                | Date de départ | Entraîneur arrivant                | Date d'arrivée |
| -------------------------- | --------------------------------- | -------------- | ---------------------------------- | -------------- |
| Tchernomorets Novorossiisk | Valeri Tchetverik                 | mars 2003      | Igor Gamula (en) (intérim)         | mars 2003      |
| Spartak-Alania Vladikavkaz | Revaz Dzodzouachvili              | mai 2003       | Aleksandr Ianovski (en) (intérim)  | mai 2003       |
| Torpedo-Metallourg Moscou  | Sergueï Aleïnikov                 | mai 2003       | Valentin Ivanov                    | mai 2003       |
| Spartak-Alania Vladikavkaz | Aleksandr Ianovski (en) (intérim) | juin 2003      | Nikolaï Khoudiev (en)              | juin 2003      |
| Spartak Moscou             | Oleg Romantsev                    | juin 2003      | Andreï Tchernychov                 | juin 2003      |
| Spartak-Alania Vladikavkaz | Nikolaï Khoudiev (en)             | juillet 2003   | Bakhva Tedeïev (en)                | juillet 2003   |
| Tchernomorets Novorossiisk | Igor Gamula (en) (intérim)        | juillet 2003   | Sergueï Pavlov                     | juillet 2003   |
| Torpedo-Metallourg Moscou  | Valentin Ivanov                   | août 2003      | Aleksandr Ignatenko (en) (intérim) | août 2003      |
| Saturn Ramenskoïe          | Vitali Chevtchenko                | septembre 2003 | Oleg Romantsev                     | septembre 2003 |
| Spartak Moscou             | Andreï Tchernychov                | septembre 2003 | Vladimir Fedotov (intérim)         | septembre 2003 |
| Tchernomorets Novorossiisk | Sergueï Pavlov                    | octobre 2003   | Igor Gamula (en) (intérim)         | octobre 2003   |

## Compétition

### Qualifications en coupes d'Europe
À l'issue de la saison, le champion s'est qualifié pour le deuxième tour préliminaire de la Ligue des champions 2004-2005.
Alors que le vainqueur de la Coupe de Russie 2003-2004 a pris la première des trois places en Coupe UEFA 2004-2005, les deux autres places sont revenues au deuxième et au troisième du championnat. Ces trois places étaient toutes qualificatives pour le deuxième tour de qualification de la compétition.
Enfin, les cinquième et dixième du championnat ont pris les deux places en Coupe Intertoto 2004. Il est à noter cependant que la première place est directement qualificative pour le deuxième tour de la compétition alors que la seconde n'est qualificative que pour le premier.

### Classement
Le classement est établi sur le barème classique de points (victoire à 3 points, match nul à 1, défaite à 0).
Pour départager les équipes à égalité de points, on tient d'abord compte des confrontations directes, puis si la qualification ou la relégation est en jeu, les deux équipes jouent une rencontre d'appui sur terrain neutre.
| Rang | Équipe                       | Pts | J  | G  | N  | P  | Bp | Bc | Diff |
| ---- | ---------------------------- | --- | -- | -- | -- | -- | -- | -- | ---- |
| 1    | CSKA Moscou                  | 59  | 30 | 17 | 8  | 5  | 56 | 32 | +24  |
| 2    | Zénith Saint-Pétersbourg     | 56  | 30 | 16 | 8  | 6  | 48 | 32 | +16  |
| 3    | Rubin Kazan P                | 53  | 30 | 15 | 8  | 7  | 44 | 29 | +15  |
| 4    | Lokomotiv Moscou T S         | 52  | 30 | 15 | 7  | 8  | 54 | 33 | +21  |
| 5    | Chinnik Iaroslavl            | 47  | 30 | 12 | 11 | 7  | 43 | 34 | +9   |
| 6    | Dynamo Moscou                | 46  | 30 | 12 | 10 | 8  | 42 | 29 | +13  |
| 7    | Saturn Ramenskoïe            | 45  | 30 | 12 | 9  | 9  | 40 | 37 | +3   |
| 8    | Torpedo Moscou               | 43  | 30 | 11 | 10 | 9  | 42 | 38 | +4   |
| 9    | Krylia Sovetov Samara        | 42  | 30 | 11 | 9  | 10 | 38 | 33 | +5   |
| 10   | Spartak Moscou               | 36  | 30 | 10 | 6  | 14 | 38 | 48 | -10  |
| 11   | Rostselmach Rostov           | 34  | 30 | 8  | 10 | 12 | 30 | 42 | -12  |
| 12   | Rotor Volgograd              | 32  | 30 | 9  | 5  | 16 | 33 | 44 | -11  |
| 13   | Spartak-Alania Vladikavkaz   | 31  | 30 | 9  | 4  | 17 | 23 | 43 | -20  |
| 14   | Torpedo-Metallourg Moscou    | 29  | 30 | 8  | 5  | 17 | 25 | 39 | -14  |
| 15   | Ouralan Elista               | 28  | 30 | 6  | 10 | 14 | 23 | 47 | -24  |
| 16   | Tchernomorets Novorossiisk P | 24  | 30 | 6  | 6  | 18 | 30 | 49 | -19  |

| Légende : Qualifications et relégations | Légende : Qualifications et relégations                                               |
| --------------------------------------- | ------------------------------------------------------------------------------------- |
|                                         | Ligue des champions 2004-2005 (2e tour préliminaire)                                  |
|                                         | Coupe UEFA 2004-2005 (2e tour de qualification)                                       |
|                                         | Coupe Intertoto 2004 (2e tour)                                                        |
|                                         | Coupe Intertoto 2004 (1er tour)                                                       |
|                                         | Relégation en deuxième division                                                       |
|                                         | T : Tenant du titre 2002 P : Promu 2002 S : Vainqueur de la Supercoupe de Russie 2003 |

### Matchs
| Résultats (▼dom., ►ext.)                                   | Tch | CSK | DyM | Kry | LoM | Ros | Rot | Rub | Sat | Chi | SpM | SpA | TMo | TMe | Our | Zén |
| Tchernomorets Novorossiisk                                 |     | 0-1 | 0-1 | 1-3 | 2-5 | 2-2 | 1-0 | 1-0 | 0-1 | 2-1 | 2-3 | 3-0 | 2-4 | 1-2 | 1-1 | 1-0 |
| CSKA Moscou                                                | 3-2 |     | 1-1 | 3-0 | 2-0 | 0-1 | 3-0 | 4-0 | 1-1 | 2-2 | 3-2 | 3-0 | 2-0 | 1-0 | 2-0 | 2-2 |
| Dynamo Moscou                                              | 3-2 | 2-3 |     | 2-1 | 1-1 | 1-1 | 3-1 | 0-0 | 1-1 | 1-2 | 3-2 | 0-0 | 1-2 | 0-1 | 2-0 | 7-1 |
| Krylia Sovetov Samara                                      | 1-1 | 0-2 | 1-0 |     | 3-0 | 3-0 | 3-0 | 0-0 | 3-1 | 1-0 | 0-2 | 3-0 | 4-2 | 2-0 | 0-0 | 2-1 |
| Lokomotiv Moscou                                           | 1-0 | 1-3 | 2-0 | 2-1 |     | 0-0 | 3-0 | 1-1 | 2-1 | 6-1 | 2-1 | 2-0 | 1-2 | 1-0 | 6-0 | 1-2 |
| Rostselmach Rostov                                         | 0-2 | 0-1 | 1-1 | 2-1 | 1-1 |     | 4-3 | 0-1 | 1-2 | 1-1 | 3-2 | 3-1 | 0-0 | 1-0 | 1-0 | 1-1 |
| Rotor Volgograd                                            | 3-0 | 1-2 | 0-1 | 1-0 | 0-2 | 2-0 |     | 3-1 | 0-1 | 0-0 | 1-1 | 2-1 | 2-0 | 2-2 | 2-0 | 1-4 |
| Rubin Kazan                                                | 3-1 | 3-2 | 2-1 | 3-1 | 3-1 | 5-0 | 1-0 |     | 0-0 | 1-0 | 1-0 | 4-0 | 3-1 | 1-0 | 0-0 | 1-2 |
| Saturn Ramenskoïe                                          | 2-0 | 2-2 | 0-1 | 1-1 | 0-0 | 2-1 | 4-1 | 1-1 |     | 2-1 | 3-2 | 2-2 | 2-0 | 0-3 | 2-1 | 1-3 |
| Chinnik Iaroslavl                                          | 1-1 | 1-1 | 0-0 | 2-0 | 1-1 | 4-1 | 2-2 | 2-2 | 1-0 |     | 1-2 | 2-0 | 1-1 | 3-0 | 2-1 | 3-0 |
| Spartak Moscou                                             | 2-1 | 0-0 | 2-1 | 1-1 | 2-5 | 1-0 | 3-2 | 0-2 | 0-1 | 3-1 |     | 1-2 | 1-0 | 0-2 | 1-1 | 1-1 |
| Spartak-Alania Vladikavkaz                                 | 1-0 | 0-1 | 0-1 | 1-1 | 3-2 | 1-0 | 1-0 | 1-0 | 1-0 | 0-1 | 3-0 |     | 0-0 | 2-0 | 0-1 | 0-2 |
| Torpedo Moscou                                             | 1-1 | 3-2 | 1-1 | 0-0 | 1-0 | 1-1 | 0-3 | 4-2 | 4-3 | 1-1 | 3-0 | 2-0 |     | 3-0 | 3-0 | 1-2 |
| Torpedo-Metallourg Moscou                                  | 0-0 | 2-1 | 0-1 | 3-0 | 1-3 | 0-3 | 1-0 | 1-2 | 2-3 | 1-2 | 0-0 | 3-1 | 0-0 |     | 1-1 | 0-1 |
| Ouralan Elista                                             | 1-0 | 2-2 | 1-5 | 0-0 | 1-2 | 3-1 | 0-1 | 1-1 | 0-0 | 0-2 | 1-2 | 2-1 | 2-2 | 1-0 |     | 1-0 |
| Zénith Saint-Pétersbourg                                   | 3-0 | 4-1 | 0-0 | 2-2 | 0-0 | 0-0 | 0-0 | 1-0 | 2-1 | 1-2 | 2-1 | 2-1 | 1-0 | 3-0 | 5-1 |     |
| - Victoire à domicile - Match nul - Victoire à l'extérieur |     |     |     |     |     |     |     |     |     |     |     |     |     |     |     |     |

## Statistiques
| Rang | Joueur               | Club                     | Buts |
| ---- | -------------------- | ------------------------ | ---- |
| 1    | Dmitri Loskov        | Lokomotiv Moscou         | 14   |
| 2    | Valeri Iesipov       | Rotor Volgograd          | 13   |
| 2    | Aleksandr Kerjakov   | Zénith Saint-Pétersbourg | 13   |
| 4    | Rôni                 | Rubin Kazan              | 11   |
| 4    | Alekseï Medvedev     | Saturn Ramenskoïe        | 11   |
| 6    | Roman Pavlioutchenko | Spartak Moscou           | 10   |

| Rang | Joueur                | Club                     | Passes |
| ---- | --------------------- | ------------------------ | ------ |
| 1    | Dmitri Loskov         | Lokomotiv Moscou         | 15     |
| 2    | Rolan Goussev         | CSKA Moscou              | 12     |
| 3    | Denis Boïarintsev     | Rubin Kazan              | 10     |
| 3    | Igor Semchov          | Torpedo Moscou           | 10     |
| 5    | Samir Muratović (en)  | Saturn Ramenskoïe        | 7      |
| 5    | Andreï Tikhonov       | Krylia Sovetov Samara    | 7      |
| 5    | Oleksandr Spivak (en) | Zénith Saint-Pétersbourg | 7      |

## Les 33 meilleurs joueurs de la saison
À l'issue de la saison, la fédération russe de football désigne les 33 meilleurs joueurs du championnat (ru).
Gardien
1. Sergueï Ovtchinnikov (Lokomotiv Moscou)
2. Viatcheslav Malafeïev (Zénith Saint-Pétersbourg)
3. Sergueï Kozko (en) (Rubin Kazan)

Arrière droit
1. Vadim Ievseïev (Lokomotiv Moscou)
2. Deividas Šemberas (CSKA Moscou)
3. Andrés Scotti (Rubin Kazan)

Défenseur central droit
1. Sergueï Ignachevitch (Lokomotiv Moscou)
2. Viktor Onopko (Spartak-Alania Vladikavkaz)
3. Matthew Booth (FK Rostov)

Défenseur central gauche
1. Oleg Pashinin (Lokomotiv Moscou)
2. Antônio Géder (Saturn Ramenskoïe)
3. Roman Charonov (Rubin Kazan)

Arrière gauche
1. Jacob Lekgetho (Lokomotiv Moscou)
2. Andreï Solomatine (CSKA Moscou)
3. Calisto (en) (Rubin Kazan)

Milieu droit
1. Rolan Goussev (CSKA Moscou)
2. Denis Boïarintsev (Rubin Kazan)
3. Piotr Bystrov (en) (Saturn Ramenskoïe)

Milieu central
1. Ievgueni Aldonine (Rotor Volgograd)
2. Vladimir Maminov (Lokomotiv Moscou)
3. Elvir Rahimić (CSKA Moscou)

Milieu gauche
1. Andreï Kariaka (Krylia Sovetov Samara)
2. Marat Izmaïlov (Lokomotiv Moscou)
3. Aleksandr Pavlenko (Spartak Moscou)

Milieu offensif
1. Dmitri Loskov (Lokomotiv Moscou)
2. Jiří Jarošík (CSKA Moscou)
3. Egor Titov (Spartak Moscou)

Attaquant droit
1. Valeri Iesipov (Rotor Volgograd)
2. Dmitri Boulykine (Dynamo Moscou)
3. Mikhaïl Ashvetia (Lokomotiv Moscou)

Attaquant gauche
1. Aleksandr Kerjakov (Zénith Saint-Pétersbourg)
2. Ivica Olić (CSKA Moscou)
3. Rôni (Rubin Kazan)

## Bilan de la saison
| Championnat de Russie de football 2003    |                            |
| Champion                                  | CSKA Moscou (1er titre)    |
| Coupes et trophées                        |                            |
| Vainqueur de la Coupe de Russie 2003-2004 | Terek Grozny               |
| Qualifications continentales              |                            |
| Ligue des champions 2004-2005             | CSKA Moscou                |
| Coupe UEFA 2004-2005                      | Rubin Kazan                |
| Coupe UEFA 2004-2005                      | Terek Grozny               |
| Coupe UEFA 2004-2005                      | Zénith Saint-Pétersbourg   |
| Coupe Intertoto 2004                      | Chinnik Iaroslavl          |
| Coupe Intertoto 2004                      | Spartak Moscou             |
| Promotions et relégations                 |                            |
| Promus en première division               | Amkar Perm                 |
| Promus en première division               | Kouban Krasnodar           |
| Relégués en deuxième division             | Ouralan Elista             |
| Relégués en deuxième division             | Tchernomorets Novorossiisk |